# Marketingový výzkum
Marketingový výzkum je způsob získávání informací o obchodním trhu (konkurence, tržní příležitosti, rizika, cílové skupiny apod.), které mají význam pro úspěšné vedení firmy. Výstupy z marketingového výzkumu jsou důležitou součástí tvorby marketingové i celopodnikové strategie.
Marketingový výzkum je zpětná vazba příležitostí, identifikuje spotřebitele a podává data o budoucích předvídatelných motivech, požadavcích a potřebách spotřebitelů. Popřípadě může být použit k analyzování a řešení podnikových problémů. Předmětem marketingového výzkumu může být cílová skupina, cena, produkt, distribuční kanály, marketingová komunikace.
U spotřebitele se zjišťuje jaké je jeho nákupní chování, co nakupuje, jak uspokojuje své potřeby, jaké jsou jeho požadavky a jaké má spotřebitel postoje (ke konkurenční i vlastní značce).
Produkt je zkoumán z hlediska odezvy u spotřebitele, tedy zda uspokojuje jeho přání, požadavky a očekávání. Dále jakým způsobem je produkt užíván a jak je vnímán cílovou skupinou zákazníků či jaká je zákaznická loajálnost s produktem.
U ceny posuzujeme, jak je vnímána spotřebiteli a zda produkt spadá do cenové kategorie, ve které se vyskytuje cílová skupina. Můžeme zkoumat jaká je citlivost spotřebitelů na změnu ceny vlastních i konkurenčních výrobků či můžeme provádět cenový monitoring konkurence.
Testováním distribuce zkoumáme distribuční kanály, zda umí a jsou schopny nabízet výrobek či službu a jestli může cílová skupina distribuční kanál k nákupu použít.
U komunikace se výzkumem zjišťuje její efektivnost (obsah a zásah cílové skupiny), mediální chování spotřebitelů a adekvátnost zvolené marketingové komunikace a komunikačních kanálů.

## Metody sběru dat
Metody sběru dat v marketingovém výzkumu jsou kvantitativní a kvalitativní.
Kvantitativním výzkumem měříme danou problematiku, vychází se ze statistických modelů, používají se standardizované techniky sběru dat. Jednotky ve výběrovém souboru jsou studovány identicky pro snadné srovnání.
Kvalitativním výzkumem získáváme hlubší vhled do daného problému. Je založen na psychologické analýze. Podává odpovědi proč a jakým způsobem něco funguje.